# Naknek River
Der Naknek River ist ein Zufluss des Beringmeers im Südwesten des US-Bundesstaats Alaska.

## Verlauf
Der Naknek River bildet den Abfluss des Naknek Lake im Osten der Alaska-Halbinsel. Er fließt über eine Strecke von 55 Kilometer nach Westen zur Kvichak Bay, einer Seitenbucht der Bristol Bay. Bei King Salmon mündet der King Salmon Creek rechtsseitig in den Fluss. Im Unterlauf durchfließt der Naknek River das Bristol-Bay-Tiefland und mündet drei Kilometer westlich von Naknek in das Beringmeer.
Der Naknek River ist touristisch sehr erschlossen. Das Gebiet ist über den Flughafen King Salmon leicht erreichbar. Es befinden sich mehrere Lodges von lokalen Tourismusunternehmen am Flusslauf.
In den Sommermonaten und im Frühherbst ist der Naknek River ein beliebtes Angelrevier. Es kommen alle fünf im Pazifischen Ozean lebenden Lachsarten im Fluss vor. Es werden insbesondere Königslachs und Regenbogenforelle gefangen.